# I-11 (tàu ngầm Nhật)
I-11 là một tàu ngầm tuần dương lớp Type A (巡潜甲型潜水艦 Junsen Kō-gata sensuikan) được Hải quân Đế quốc Nhật Bản chế tạo trong giai đoạn ngay trước Chiến tranh Thế giới thứ hai. Nhập biên chế năm 1942, nó đã tham gia Chiến dịch Guadalcanal và tuần tra ngoài khơi Australia, New Caledonia và quần đảo Ellice, từng gây hư hại nặng cho tàu tuần dương hạng nhẹ Australia HMAS Hobart trước khi bị mất tích trong chuyến tuần tra thứ sáu vào năm 1944.

## Thiết kế và chế tạo

### Thiết kế
Tàu ngầm Type A1 là một phiên bản của lớp Junsen 3 (J3) dẫn trước, với tầm xa hoạt động vượt trội, thiết bị hỗ trợ máy bay được cải tiến, và được trang bị để hoạt động như soái hạm của hải đội tàu ngầm. Chúng có trọng lượng choán nước 2.966 tấn (2.919 tấn Anh) khi nổi và 4.195 tấn (4.129 tấn Anh) khi lặn, lườn tàu có chiều dài 113,7 m (373 ft 0 in), mạn tàu rộng 9,5 m (31 ft 2 in) và mớn nước sâu 5,3 m (17 ft 5 in). Con tàu có thể lặn sâu đến 100 m (328 ft), và có một thủy thủ đoàn đầy đủ bao gồm 114 sĩ quan và thủy thủ.
Chiếc tàu ngầm trang bị hai động cơ diesel Kampon Mk.2 Model 10 công suất 6.200 mã lực phanh (4.623 kW), mỗi chiếc vận hành một trục chân vịt. Khi lặn, mỗi trục được vận hành bởi một động cơ điện công suất 1.200 mã lực (895 kW). Khi di chuyển trên mặt nước nó đạt tốc độ tối đa 19 hải lý trên giờ (35 km/h; 22 mph) và 8,25 hải lý trên giờ (15,28 km/h; 9,49 mph) khi lặn dưới nước, tầm xa hoạt động 16.000 hải lý (30.000 km; 18.000 mi) ở tốc độ 16 hải lý trên giờ (30 km/h; 18 mph), và có thể lặn xa 90 nmi (170 km; 100 mi) ở tốc độ 3 hải lý trên giờ (5,6 km/h; 3,5 mph).
Type A1 có sáu ống phóng ngư lôi 53,3 cm (21,0 in), tất cả được bố trí trước mũi, và mang theo tổng cộng 18 quả ngư lôi Kiểu 95. Vũ khí trên boong tàu bao gồm khẩu hải pháo 14 cm (5,5 in), và hai khẩu pháo phòng không 25 mm Type 96 nòng đôi. Không giống như Type J3 dẫn trước, hầm chứa máy bay được tích hợp vào tháp chỉ huy và hướng ra phía trước. Máy phóng máy bay được bố trí hướng ra phía trước, trong khi khẩu hải pháo trên boong đặt phía sau. Cách sắp xếp này giúp chiếc thủy phi cơ Yokosuka E14Y tận dụng tốc độ hướng ra trước của con tàu khi được phóng lên.

### Chế tạo
I-11 được đặt lườn như là chiếc Tàu ngầm số 125 tại xưởng tàu của hãng Kawasaki ở Kobe vào ngày 10 tháng 4, 1939. Nó được đổi tên thành I-11, đồng thời được hạ thủy cùng vào ngày 28 tháng 2, 1941, rồi hoàn tất và nhập biên chế vào ngày 16 tháng 5, 1942, dưới quyền chỉ huy của Trung tá Hải quân Shichiji Tsuneo.

## Lịch sử hoạt động

### 1942
Vào lúc nhập biên chế, I-11 được phối thuộc cùng Quân khu Hải quân Kure đồng thời đảm nhiệm vai trò soái hạm của Hải đội Tàu ngầm 3 thay phiên cho chiếc tàu ngầm I-8. Nó đi đến Kure vào cuối tháng 5, 1942 để hoàn tất việc chuẩn bị, rồi đón lên tàu một thủy phi cơ Yokosuka E14Y ("Glen") để thực hành phóng và thu hồi máy bay. Nó rời Kure vào ngày 7 tháng 6 để đi sang Kwajalein, đến nơi vào ngày 16 tháng 6, nơi con tàu tiếp tục thực hành phóng và thu hồi chiếc E14Y. Đến ngày 8 tháng 7, nó đón lên tàu Chuẩn đô đốc Chimaki Kono, Tư lệnh Hải đội Tàu ngầm 3, khi ông chuyển cờ hiệu của mình từ chiếc tàu tiếp liệu tàu ngầm Yasukumi Maru. Tháp tùng đô đốc Kono còn có sáu sĩ quan tham mưu cùng một thông tín viên báo Yomiuri Shimbun.

#### Chuyến tuần tra thứ nhất - Tuần tra Australia
Thoạt tiên I-11 được dự định sẽ cùng tàu ngầm I-175 khởi hành từ Kwajalein vào ngày 8 tháng 7, nhưng nó xuất phát trễ hơn một ngày cho chuyến tuần tra đầu tiên tại khu vực biển Tasman ngoài khơi bờ biển phía Đông Australia. Đang khi đi trên mặt nước lúc 23 giờ 01 phút ngày 20 tháng 7, tại vị trí cách 15 nmi (28 km) ngoài khơi vịnh Jervis, New South Wales, nó phóng ngư lôi tấn công tàu buôn Hy Lạp SS George S. Livanos (5.482 tấn), vốn đang vận chuyển 87 xe quân sự, khiến mục tiêu đắm trong vòng 7 phút tại tọa độ 35°00′N 151°00′Đ / 35°N 151°Đ. Đến 02 giờ 04 phút ngày 21 tháng 7, vẫn đang đi trên mặt nước, nó phóng hai quả ngư lôi tấn công tàu buôn vũ trang Hoa Kỳ SS Coast Farmer (3.290 tấn). Cả hai quả ngư lôi đều trúng đích phía giữa tàu, khiến Coast Farmer đắm sau 20 phút tại tọa độ 35°23′N 151°00′Đ / 35,383°N 151°Đ.
I-11 lại đi trên mặt nước ngoài khơi bờ biển New South Wales, cách 25 nmi (46 km) về phía Đông hải đăng vịnh Twofold lúc 05 giờ 45 phút ngày 22 tháng 7, khi nó phóng ba quả ngư lôi tấn công tàu Liberty vũ trang Hoa Kỳ SS William Dawes, vốn đang vận chuyển hơn 200 xe Jeep, bán tải và vận tải các loại. Hai quả ngư lôi trúng đích khiến William Dawes bốc cháy và đắm lúc khoảng 16 giờ 30 phút tại tọa độ 36°47′N 150°16′Đ / 36,783°N 150,267°Đ, khiến năm người thiệt mạng và bốn người khác bị thương. Đến chiều tối hôm đó, một máy bay ném bom-ngư lôi Bristol Beaufort của Không quân Hoàng gia Australia (RAAF) đã tấn công I-11 nhưng không có kết quả.
Khi I-11 tiếp tục hướng xuống phía Nam, nó phát hiện một đoàn tám tàu vận tải được hai tàu tuần dương hạng nhẹ và hai tàu khu trục hộ tống lúc khoảng 12 giờ 00 ngày 24 tháng 7; tuy nhiên chiếc tàu ngầm đã không thể bắt kịp mục tiêu đang ở khoảng cách khá xa. Đến 04 giờ 06 phút ngày 27 tháng 7, nó phóng một quả ngư lôi tấn công chiếc tàu buôn Australia Coolana (2.197 tấn) tại vị trí 30 nmi (56 km) về phía Bắc mũi Howe, nhưng bị trượt. I-11 trồi lên mặt nước để tiếp tục tấn công Coolana bằng hải pháo, nhưng biển động mạnh khiến cho việc ngắm mục tiêu khó khăn. Sau khi gửi tín hiệu cầu cứu, I-11 lặn xuống và phóng thêm một quả ngư lôi những vẫn không trúng đích. Coolana thoát được mà không bị hư hại, còn I-11 từ bỏ cuộc tấn công.
Lúc 05 giờ 00 ngày 29 tháng 7, tại vị trí ngoài khơi vịnh Disaster, 22 nmi (41 km) về phía Đông Bắc đảo Gabo, Victoria, I-11 bị một máy bay Bristol Beaufort thuộc Liên đội 100 RAAF tấn công lúc nó đang đi trên mặt biển với tốc độ 7 kn (13 km/h). I-11 kịp thời lặn khẩn cấp, né tránh được sáu quả bom 250 lb (110 kg) ném xuống. Phi công chiếc Beaufort tự nhận đã đánh chìm được một tàu ngầm, nhưng chiếc tàu ngầm vẫn không bị hư hại, cho dù I-11 tìm thấy nhiều mảnh bom trên sàn phía sau khi nó nổi trở lại lên mặt nước.
Trong biển Tasman lúc 23 giờ 30 phút ngày 30 tháng 7, I-11 phát hiện một đoàn tàu vận tải được nhiều tàu vũ trang nhỏ hộ tống, nên bắt đầu truy đuổi. Đến 02 giờ 50 phút sáng sớm ngày hôm sau, ở vị trí cách 15 nmi (28 km) về phía Tây Nam hải đăng mũi Everard, nó phóng hai quả ngư lôi vào một cụm mục tiêu chồng lấp, và nghe thấy một tiếng nổ, nhưng không rõ kết quả. Các tàu hộ tống tìm cách phản công nhưng không phát hiện ra chiếc tàu ngầm. Đến ngày 1 tháng 8, nó đi đến giới hạn cực Nam của khu vực tuần tra được chỉ định, tại lối ra vào phía Đông của eo biển Bass, nên bắt đầu hành trình quay trở về. I-11 đi đến căn cứ Truk tại quần đảo Caroline vào ngày 11 tháng 8.

#### Chuyến tuần tra thứ hai - Chiến dịch Guadalcanal
Trong khi I-11 còn đang trên đường đi, Chiến dịch Guadalcanal bắt đầu vào ngày 7 tháng 8, khi lực lượng Thủy quân Lục chiến Hoa Kỳ đổ bộ lên Guadalcanal, Tulagi, đảo Florida, Gavutu và Tanambogo ở phía Đông Nam quần đảo Solomon. Sau khi hoàn tất việc sửa chữa và tiếp liệu tại Truk, I-11 lên đường vào ngày 20 tháng 8 cho chuyến tuần tra thứ hai tại khu vực phụ cận quần đảo Santa Cruz và phía Đông Nam quần đảo Solomon. Đến ngày 26 tháng 8, Tư lệnh Lực lượng Tiền phương ra lệnh cho I-11 cùng với các chiếc I-15, I-17, I-19, I-26, I-33, I-174 và I-175 bố trí về phía Nam và phía Đông đảo San Cristóbal để đánh phá tuyến đường tiếp liệu và tăng viện của lực lượng Đồng Minh đến Guadalcanal. Đang khi trong biển San Hô cách 146 nmi (270 km) về phía Đông Nam Tulagi, lúc 04 giờ 05 phút ngày 31 tháng 8, I-11 tấn công một mục tiêu mà nó nhận định là một tàu vận tải 15.000 tấn được một tàu khu trục hộ tống, và tự nhận đã đánh trúng hai quả ngư lôi vào mục tiêu.
Lúc 11 giờ 49 phút ngày 6 tháng 9, I-11 đang đi ngầm ở vị trí về phía Tây Bắc Espiritu Santo thuộc quần đảo New Hebrides, tại tọa độ 13°20′N 162°40′Đ / 13,333°N 162,667°Đ, khi nó phát hiện Lực lượng Đặc nhiệm 17 Hoa Kỳ hình thành chung quanh tàu sân bay USS Hornet và thiết giáp hạm USS North Carolina. Nó xâm nhập qua hàng rào các tàu khu trục bảo vệ, xác định Hornet là một  tàu sân bay lớp Yorktown, và khi mục tiêu băng qua trước mặt nó lúc 12 giờ 49 phút, nó phóng bốn quả ngư lôi tấn công từ khoảng cách 765 yd (700 m), rồi lặn xuống độ sâu 200 ft (61 m) và chuyển sang chế độ di chuyển im lặng. Lúc 12 giờ 51 phút, Hornet phát hiện sóng ngư lôi từ phía đuôi bên mạn phải, đồng thời phi công một máy bay ném bom-ngư lôi TBF-1 Avenger đang tuần tra cũng nhìn thấy vật thể mà anh cho là tháp chỉ huy một tàu ngầm ở vị trí giữa North Carolina và một tàu khu trục. Chiếc Avenger thả một quả mìn sâu 325 lb (147 kg) tấn công, gây kích nổ hai trong số các quả ngư lôi, đồng thời I-11 nghe thấy hai tiếng nổ vào lúc đó. Hornet bẻ hết lái sang mạn trái để né tránh, và North Carolina cũng cơ động sang mạn phải, một quả ngư lôi băng qua cách mạn trái chiếc thiết giáp hạm 400 yd (370 m).
Các tàu hộ tống của Lực lượng Đặc nhiệm 17 bắt đầu truy tìm chiếc tàu ngầm, và đến 15 giờ 52 phút tàu khu trục USS Russell dò được tín hiệu sonar của I-11, thả sáu quả mìn 600 lb (272 kg) sâu tấn công. Đến 15 giờ 13 phút, Russell phát hiện một vệt dầu loang rộng 0,5 nmi × 1 nmi (0,93 km × 1,85 km), nhưng mất dấu đối thủ ở cự ly 700 yd (640 m). Khi Russell dò lại được tín hiệu của I-11, mục tiêu đang ở độ sâu 100 ft (30 m), nhưng lại lặn xuống độ sâu 200 ft (61 m) để né tránh. Loạt mìn sâu được Russell thả xuống kích nổ gần I-11 đã gây rò rỉ nước phía đuôi tàu qua trục chân vịt, làm hỏng bộ dò âm và khiến phần lớn ắc-quy bị hư hại. Toàn bộ khoang trước chiếc tàu ngầm bị nhiễm độc khí chlorine, và nó chìm xuống đến độ sâu 490 ft (150 m) trước khi thủy thủ đoàn lấy lại được kiểm soát con tàu.
Đeo mặt nạ phòng độc, thủy thủ của I-11 nối dây các ắc-quy còn nguyên vẹn để phục hồi một phần điện năng chho con tàu. Đến chiều tối ngày 6 tháng 9, bảy giờ sau đợt tấn công mìn sâu cuối cùng, chiếc tàu ngầm trồi lên mặt nước. Nó xác định có thể khắc phục chỗ rò rỉ nước, nhưng hoàn toàn không thể lặn, nên bắt đầu quay trở về Truk với tốc độ nhanh nhất có thể. Đến ngày 7 tháng 9, một thủy phi cơ PBY-5 Catalina thuộc Liên đội Tuần tra VP-11 Hải quân Mỹ đã tấn công nó ở vị trí về phía Đông Bắc đảo Santa Isabel, tại tọa độ 07°12′N 163°14′Đ / 7,2°N 163,233°Đ. Thủy thủ đoàn của I-11 đã chống trả bằng mọi thứ vũ khí sẵn có trên tàu, bao gồm hải pháo, súng phòng không, súng trường cá nhân, và thậm chí với khẩu súng máy của chiếc E14Y của nó. Chiếc PBY đã thả ba quả bom, trong đó một quả rơi gần tàu, nhưng không gây thêm hư hại nào khác. Một chiếc PBY khác lại tấn công I-11 lúc 14 giờ 00 ngày 8 tháng 9, bắn phá nhiều loạt súng máy và thả một quả bom xuống gần tàu. Cuối cùng I-11 về đến Truk vào ngày 11 tháng 9.

### 1943
Tại Truk, cờ hiệu của Tư lệnh Hải đội Tàu ngầm 3 được chuyển sang tàu tiếp liệu tàu ngầm Yasukumi Maru, và I-11 được sửa chữa tạm thời trước khi rời Truk vào ngày 15 tháng 9 để quay trở về Nhật Bản, thực hiện toàn bộ hành trình trên mặt nước. Đi đến Kure vào ngày 23 tháng 9, I-11 được sửa chữa, và khi công việc hoàn tất, nó rời Kure vào ngày 9 tháng 1, 1943 để quay trở lại Truk, đến nơi vào ngày 15 tháng 1. Đến ngày 18 tháng 1, I-11 được đặt làm soái hạm của Lực lượng Tàu ngầm A, dưới quyền chỉ huy của Chuẩn đô đốc Katsumi Komazawa.

#### Chuyến tuần tra thứ ba
Không thể tiếp tế đầy đủ cho lực lượng Nhật Bản đang chiến đấu tại Guadalcanal, đến tháng 1, 1943, Đại bản doanh Nhật Bản quyết định cho triệt thoái toàn bộ lực lượng còn lại khỏi Guadalcanal trong khuôn khổ Chiến dịch Ke. Với chiếc thủy phi cơ Yokosuka E14Y trên tàu, I-11 khởi hành từ Truk vào ngày 19 tháng 1 cho chuyến tuần tra thứ ba trong khuôn khổ Chiến dịch Guadalcanal. Nó hoạt động tại khu vực phía Nam Guadalcanal và phía Bắc đảo Rennell, phối hợp cùng các tàu ngầm I-16, I-17, I-18, I-20, I-25, I-26, I-32 và I-176 đánh chặn tàu bè Đồng Minh đi lại tại khu vực Guadalcanal.
Vào ngày 31 tháng 1, I-11 được lệnh đi đến vùng biển phía Đông đảo San Cristóbal để hỗ trợ cho các tàu chiến thuộc Đệ Nhị và Đệ Tam hạm đội tiến hành cuộc triệt thoái. Hai ngày sau đó, Chuẩn đô đốc Komazawa ra lệnh cho các tàu ngầm thuộc Hải đội Tàu ngầm 3 đánh chặn một lực lượng đặc nhiệm tàu sân bay Hoa Kỳ đang hoạt động cách 100 nmi (190 km) về phía Đông Nam San Cristóbal. Đến 10 giờ 00 ngày 7 tháng 2, I-11 phát hiện một tàu sân bay và tiếp cận để tấn công, nhưng nó cài đặt sai độ sâu quả ngư lôi nên không trúng đích. Chiến dịch triệt thoái lực lượng khỏi Guadalcanal hoàn tất vào ngày 8 tháng 2.
I-11 được lệnh trinh sát bằng thủy phi cơ cảng và sân bay tại khu vực Nouméa, trên đảo Grande Terre thuộc quần đảo New Caledonia. Chiếc Yokosuka E14Y1 được cho phóng lên vào ngày 21 tháng 2, phát hiện một tàu sân bay, hai thiết giáp hạm và một số tàu nhỏ trong cảng. Chiếc thủy phi cơ thực hiện một chuyến trinh sát khác tại bãi ngầm Chesterfield vào ngày 1 tháng 3, nhưng bị hư hại khi hạ cánh bên cạnh I-11. Chiếc tàu ngầm kết thúc chuyến tuần tra và quay trở về Truk vào ngày 10 tháng 3.

#### Chuyến tuần tra thứ tư
Với Chuẩn đô đốc Komazawa và ban tham mưu Hải đội Tàu ngầm 3 trên tàu, I-11 khởi hành từ Truk vào ngày 10 tháng 4 cho chuyến tuần tra thứ tư. Nó cùng các tàu ngầm I-177, I-178 và I-180 làm nhiệm vụ càn quét tàu bè Đồng Minh ngoài khơi bờ biển phía Đông Australia, nơi I-11 được phân công tuần tra tại khu vực biển Tasman. Ở vị trí cách 70 nmi (130 km) về phía Bắc đảo Gabo vào ngày 27 tháng 4, nó tấn công Đoàn tàu OC-90 đang trong hành trình từ Melbourne, Victoria đến Newcastle, New South Wales, nhưng không trúng đích. Đến ngày 29 tháng 5, nó phóng hai quả ngư lôi tấn công tàu Liberty Hoa Kỳ SS Sheldon Jackson ở vị trí 150 nmi (280 km) về phía Đông Bắc Sydney, Australia, nhưng cả hai đều trượt khỏi mục tiêu. I-11 kết thúc chuyến tuần tra và quay trở về Truk vào ngày 10 tháng 6.

#### Chuyến tuần tra thứ năm
Lại xuất phát từ Truk vào ngày 1 tháng 7 cho chuyến tuần tra thứ năm, I-11 mang theo chiếc thủy phi cơ Yokosuka E14Y1 để hoạt động tại khu vực New Caledonia. Trên đường đi, Trung tá Hải quân Meiji Tagami tiếp nhận vị trí hạm trưởng chiếc tàu ngầm vào ngày 7 tháng 7. Ngoài khơi San Cristóbal lúc chiều tối ngày 20 tháng 7, nó phát hiện Lực lượng Đặc nhiệm 74, một đơn vị hỗn hợp Hoa Kỳ-Australia, và đã phóng hai quả ngư lôi Type 95 tấn công chiếc tàu tuần dương hạng nặng HMAS Australia. Một quả sượt qua phía đuôi Australia và đánh trúng tàu tuần dương hạng nhẹ HMAS Hobart ở phía sau bên mạn trái lúc 18 giờ 45 phút, tại tọa độ 15°07′N 163°43′Đ / 15,117°N 163,717°Đ. Hobart bị hư hại tháp pháo "Y", mất hai chân vịt, mất điện và không thể bẻ lái, cùng khiến 13 thủy thủ tử trận và bảy người khác bị thương nặng. Chiếc tàu tuần dương bị nghiêng sang mạn trái, nhưng vẫn tiếp tục nổi và cố lếch được về Espiritu Santo. Công việc sửa chữa Hobart kéo dài mất 17 tháng.
Lúc chiều tối ngày 25 tháng 7, chiếc E14Y1 của I-11 đã bay trinh sát bên trên khu vực Nouméa, nơi đội bay báo cáo sự hiện diện của một tàu tuần dương cùng nhiều tàu nhỏ khác. Chiếc tàu ngầm vẫn đang ở ngoài khơi Nouméa vào ngày 11 tháng 8, khi nó phóng một quả ngư lôi tấn công tàu Liberty Hoa Kỳ SS Matthew Lyon (7.176 tấn) tại tọa độ 22°30′N 165°59′T / 22,5°N 165,983°T. Quả ngư lôi đánh trúng đã khiến Matthew Lyon bị thủng một lổ dài 35 ft (11 m) và làm bị thương một thủy thủ, nhưng chiếc tàu buôn vẫn đến được Espiritu Santo bằng chính động lực của mình. I-11 kết thúc chuyến tuần tra và quay trở về Truk vào ngày 13 tháng 9.
Trong khi I-11 ở lại Truk, Hải đội Tàu ngầm 3 được giải thể vào ngày 15 tháng 9, và nó trở thành soái hạm của Hải đội Tàu ngầm 1. Nó khởi hành từ Truk vào ngày 18 tháng 9 để quay trở về Nhật Bản, về đến Kure vào ngày 26 tháng 9. Trung tá Hải quân Hisaichi Izu tiếp nhận vai trò Hạm trưởng I-11 từ ngày 10 tháng 10. Sau khi hoàn tất việc sửa chữa, chiếc tàu ngầm rời Kure vào ngày 4 tháng 12 để quay trở lại Mặt trận Thái Bình Dương, đi đến Truk vào giữa tháng 12.

### 1944

#### Chuyến tuần tra thứ sáu
I-11 rời Truk vào ngày 21 tháng 12, 1943 với một thủy phi cơ Yokosuka E14Y1 ("Glen") trên tàu cho chuyến tuần tra thứ sáu tại khu vực phụ cận các quần đảo Ellice, Samoa, Fiji và Tonga. Vào ngày 31 tháng 12, nó trinh sát ngầm Funafuti thuộc quần đảo Ellice, phát hiện hai thiết giáp hạm, hai tàu chiến cỡ lớn và hai tàu tuần dương tại khu vực này. Đến ngày 11 tháng 1, 1944, nó gửi báo cáo từ khu vực Funafuti, và được mệnh lệnh tấn công các tàu chiến Đồng Minh tại khu vực phụ cận quần đảo Ellice và Samoa, cũng như trinh sát lại khu vực Funafuti một lần nữa vào đầu tháng 2.  Tuy nhiên sau đó I-11 mất liên lạc  với căn cứ.

#### Bị mất
Số phận sau cùng của I-11 hiện vẫn còn là một bí ẩn. Một nguồn cho rằng tàu khu trục Hoa Kỳ USS Nicholas (DD-449) đã đánh chìm nó vào ngày 17 tháng 2, 1944, nhưng giả thuyết này có thể nhầm lẫn I-11 với tàu ngầm I-175 bị đánh chìm ngoài khơi đảo san hô Wotje thuộc quần đảo Marshall vào ngày 4 tháng 2, 1944. Nghiên cứu của phía Nhật Bản sau chiến tranh nghiêng về giả thuyết I-11 có thể mất do trúng thủy lôi được rải từ tàu rải mìn USS Terror (CM-5).
Vào ngày 20 tháng 3, 1944, Hải quân Nhật Bản công bố I-11 có thể đã bị mất về phía Nam Funafuti với tổn thất toàn bộ 114 thành viên thủy thủ đoàn. Tên nó được cho rút khỏi đăng bạ hải quân vào ngày 30 tháng 4, 1944.